# I Got Dem Ol’ Kozmic Blues Again Mama!
I Got Dem Ol' Kozmic Blues Again Mama! – trzeci album wokalistki Janis Joplin i jednocześnie jej pierwszy album solowy. 10 listopada 1969 r. trafił na Listę Billboardu zajmując 5. miejsce. Pozostał tam przez następnych dwadzieścia osiem tygodni.

## Lista utworów
| 1. | Try (Just A Little Bit Harder)       | 3:55  |
|    |                                      |       |
| 2. | Maybe                                | 3:39  |
|    |                                      |       |
| 3. | One Good Man                         | 4:10  |
|    |                                      |       |
| 4. | As Good as You've Been to This World | 5:25  |
|    |                                      |       |
| 5. | To Love Somebody                     | 5:13  |
|    |                                      |       |
| 6. | Kozmic Blues                         | 3:49  |
|    |                                      |       |
| 7. | Little Girl Blue                     | 3:49  |
|    |                                      |       |
| 8. | Work Me, Lord                        | 6:36  |
|    |                                      |       |
|    |                                      | 36:36 |
|    |                                      |       |
Bonusowe utwory reedycji CD
| 1. | Dear Landlord (outtake)                                 | 2:31  |
|    |                                                         |       |
| 2. | Summertime (na żywo z festiwalu Woodstock, 1969)        | 5:04  |
|    |                                                         |       |
| 3. | Piece of My Heart (na żywo z festiwalu Woodstock, 1969) | 6:31  |
|    |                                                         |       |
|    |                                                         | 14:06 |
|    |                                                         |       |

## Odbiór
Według słów krytyka Richie Unterbergera, album początkowo nie został dobrze przyjęty gdyż muzycznie był bardziej soulowy, w przeciwieństwie do dwóch poprzednich albumów Joplin, w których zasłynęła z grania psychodelicznego rocka. Z czasem jednak opinia ta znacznie zmieniła się.

## Twórcy
- Janis Joplin – wokal
- Richard Kermode – organy
- Gabriel Mekler (producent) – organy
- Sam Andrew – gitara, wokal w tle
- Brad Campbell – bas
- Maury Baker – perkusja
- Lonie Castille – perkusja
- Cornelius „Snooky” Flowers – saksofon barytonowy, wokal w tle
- Terry Clements – saksofon tenorowy
- Luis Gasca – trąbka